# Luci Quinti Cincinnat (tribú consular 386 aC)
Luci Quinti Cincinnat (en llatí: Lucius Quinctius L. f. L. n. Cincinnatus) va ser un magistrat romà. Formava part de la gens Quíntia, i era de la família dels Cincinnat.
Va ser tribú amb potestat consular l'any 386 aC, quan es va signar un tractat d'aliança entre Massalia i Roma, una altra vegada el 385 aC, i encara una tercera l'any 377 aC, quan juntament amb el seu col·lega Servi Sulpici Pretextat, va aconseguir aixecar el setge de Tusculum, ciutat de la qual els llatins quasi se n'havien apoderat.